# Gardiens de la Terre du Milieu
Gardiens de la Terre du Milieu (Guardians of Middle-earth) est un jeu vidéo de type MOBA développé par Monolith Productions et publié par Warner Bros le 5 décembre 2012 sur PlayStation 3 et Xbox 360. Le jeu a également été publié sur PC le 29 août 2013 . Il est basé sur l’univers de fantasy du roman Le Seigneur des anneaux de J. R. R. Tolkien,.